# Risto Lakić
Risto Lakic (in serbo Ристо Лакић?; Podgorica, 3 luglio 1983) è un ex calciatore montenegrino, di ruolo difensore.